# Linguaferina
Linguaferina es un género de foraminífero bentónico considerado un sinónimo posterior de Haplophragmoides de la familia Haplophragmoididae, de la superfamilia Lituoloidea, del suborden Lituolina y del orden Lituolida. Su especie tipo era Haplophragmoides subsphaeroides. Su rango cronoestratigráfico abarcaba el Cretácico.

## Discusión
Clasificaciones previas incluían Linguaferina en el suborden Textulariina del orden Textulariida, o en el orden Lituolida sin diferenciar el suborden Lituolina.

## Clasificación
Linguaferina incluía a la siguiente especie:
- Linguaferina subsphaeroides †, aceptado como Haplophragmoides subsphaeroides